# Planta trituradora de Zarandas

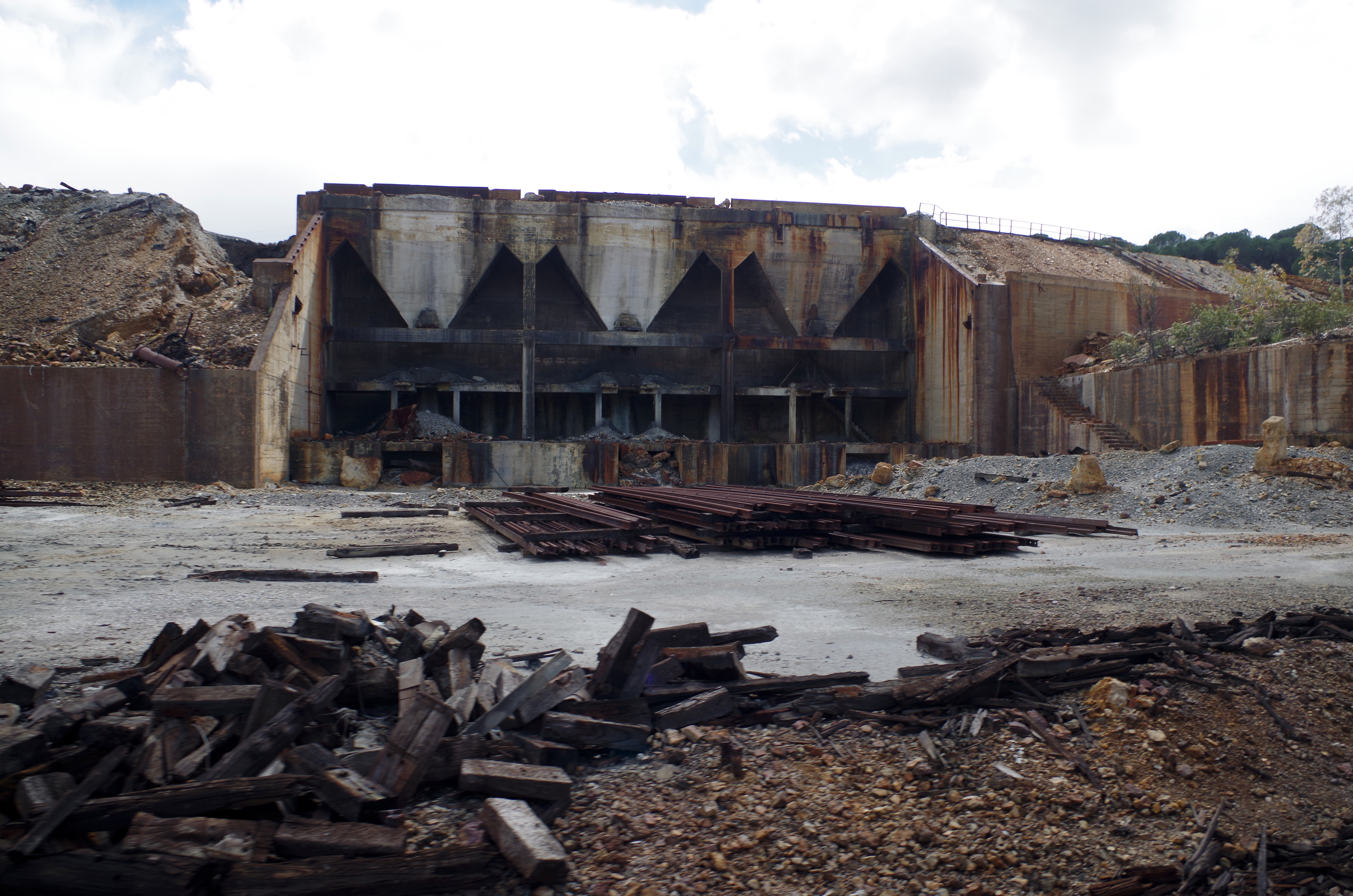
Antiguas tolvas de la planta trituradora de Zarandas (2016).

La planta trituradora de Zarandas fue una planta industrial que estuvo en servicio en la cuenca minera de Riotinto-Nerva, en la provincia de Huelva (España). Se trataba de una instalación levantada junto a la estación de Zarandas-Naya para el tratamiento de las piritas procedentes del yacimiento de Corta Atalaya.

## Historia
A finales de la década de 1950 se levantó en la zona de Zarandas una planta de trituración destinada a operar las piritas procedentes de la Corta Atalaya. Las obras corrieron a cargo de la Compañía Española de Minas de Río Tinto (CEMRT). La nueva instalación industrial contaba con quebrantadoras de mandíbulas, trómeles, cintas transportadoras de diversos anchos o aspiradores de polvos. La planta se encontraba situada en paralelo con la vía general del ferrocarril de Riotinto y el complejo de ferroviario de Zarandas-Naya; además, estaba enlazada con las instalaciones de la estación de Túnel Naya a través de un ramal electrificado. Una vez completado el proceso de trituración, los minerales molidos caían en unos depósitos tolvas y a continuación caían en vagones de ferrocarril, siendo transportado este mineral con posterioridad a Huelva. La planta trituradora estuvo en servicio hasta 1988, siendo desmantelada dos años más tarde. En la actualidad solo se conservan algunas partes.